# Конвой № 2262
Конвой № 2262 — японський конвой часів Другої світової війни, проведення якого відбувалось у липні 1943 року.
Конвой сформували в Рабаулі — головній передовій базі в архіпелазі Бісмарка, з якої японці провадили операції на Соломонових островах та сході Нової Гвінеї. До нього увійшли транспорти «Кейшо-Мару» та «Наруто-Мару», а ескорт складався з торпедного човна «Оторі» і мисливця за підводними човнами CH-30.
26 липня 1943 року кораблі вийшли з Рабаула та попрямували на атол Трук (нині Чуук, східні Каролінські острови), де була головна база японського ВМФ у регіоні. У цей період комунікації архіпелагу Бісмарка ще не стали цілями для авіації, проте на них традиційно активно діяли підводні човни США. Утім, проходження конвою № 2262 відбулося без інцидентів, і 29 липня він прибув на Трук.
Уже в наступному рейсі з Труку через Сайпан (Маріанські острови) до Японії підводний човен потопить «Наруто-Мару».